# Bibliothèque de Don Quichotte

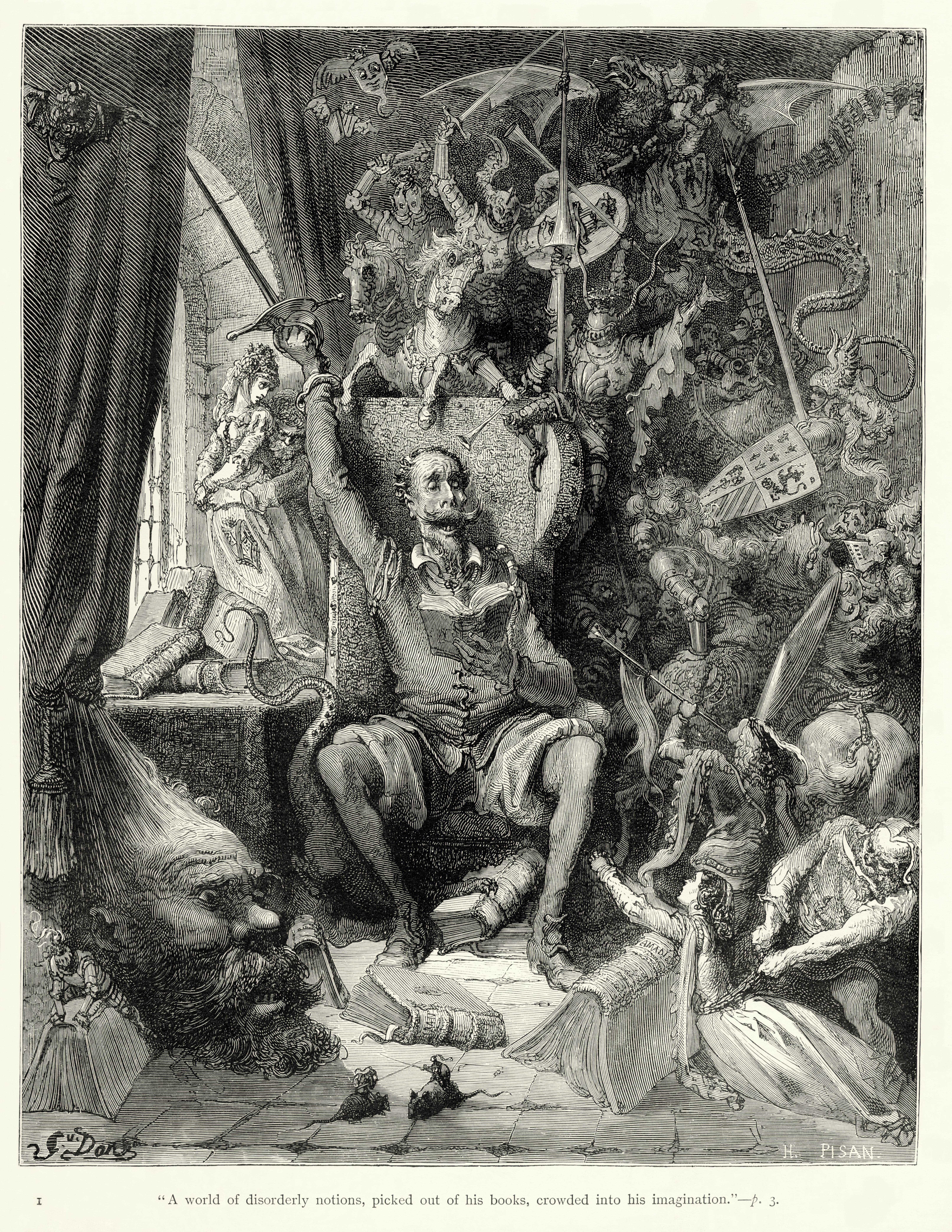
Don Quichotte dans sa bibliothèque, Gustave Doré, 1863.

La Bibliothèque de Don Quichotte (en espagnol : Biblioteca de Don Quijote) est une sorte de bibliothèque idéale que Miguel de Cervantes prend le temps d'élaborer pendant que trois de ses personnages l'examinent dans le sixième chapitre de la première partie de Don Quichotte.
Des ouvrages consultés et examinés, seuls quelques-uns sont conservés, tandis que les autres sont brûlés. Les œuvres sauvées correspondent aux idéaux et aux principes de Cervantes.
Ce chapitre de la bibliothèque est important dans le développement du personnage de Don Quichotte, car il représente l'origine de sa folie.

## Contexte de l'élaboration de la liste

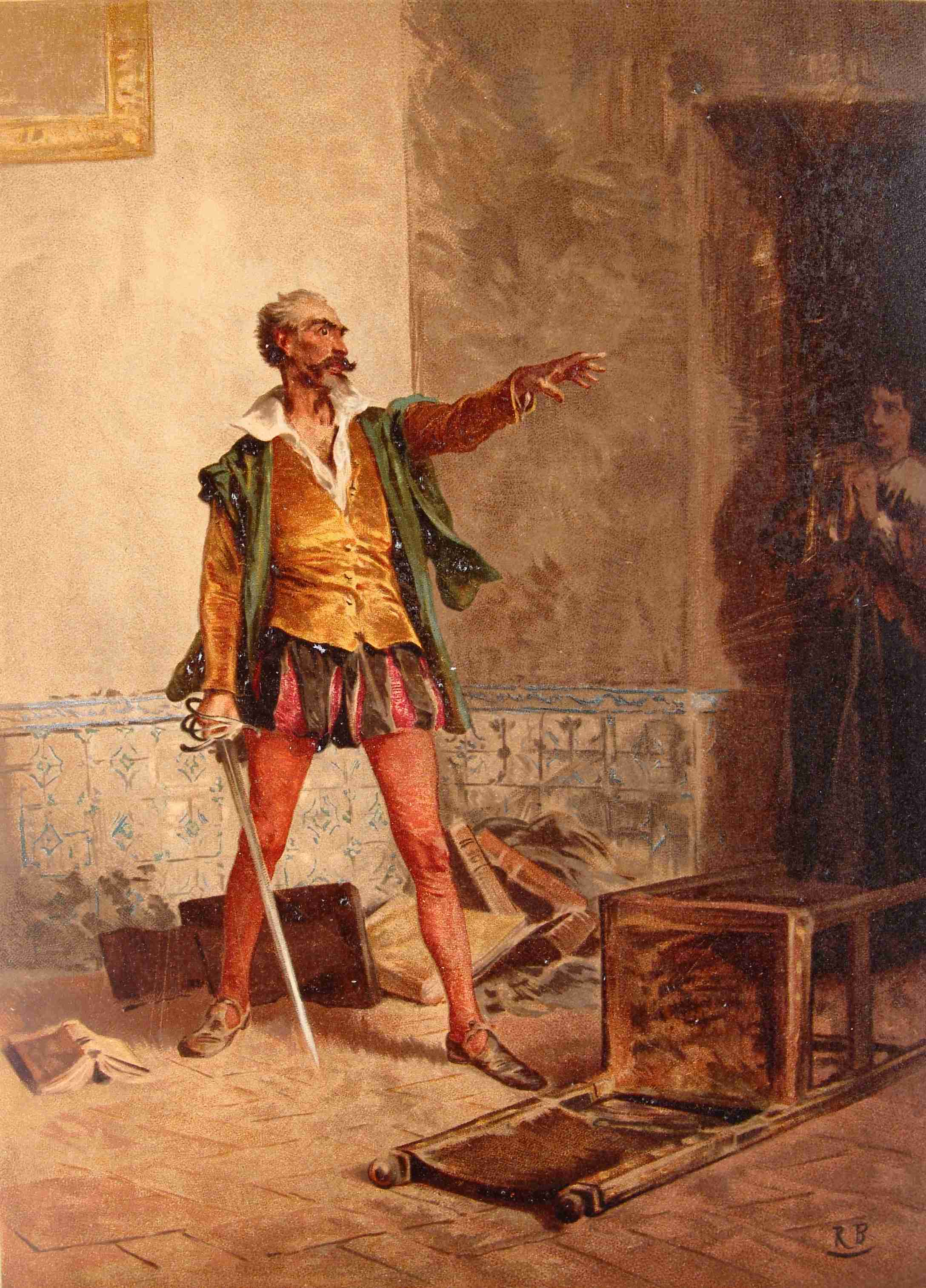
Accès de folie du héros de Don Quichotte qui poussera ses proches à brûler ses livres. Illustration de Ricardo Balaca.

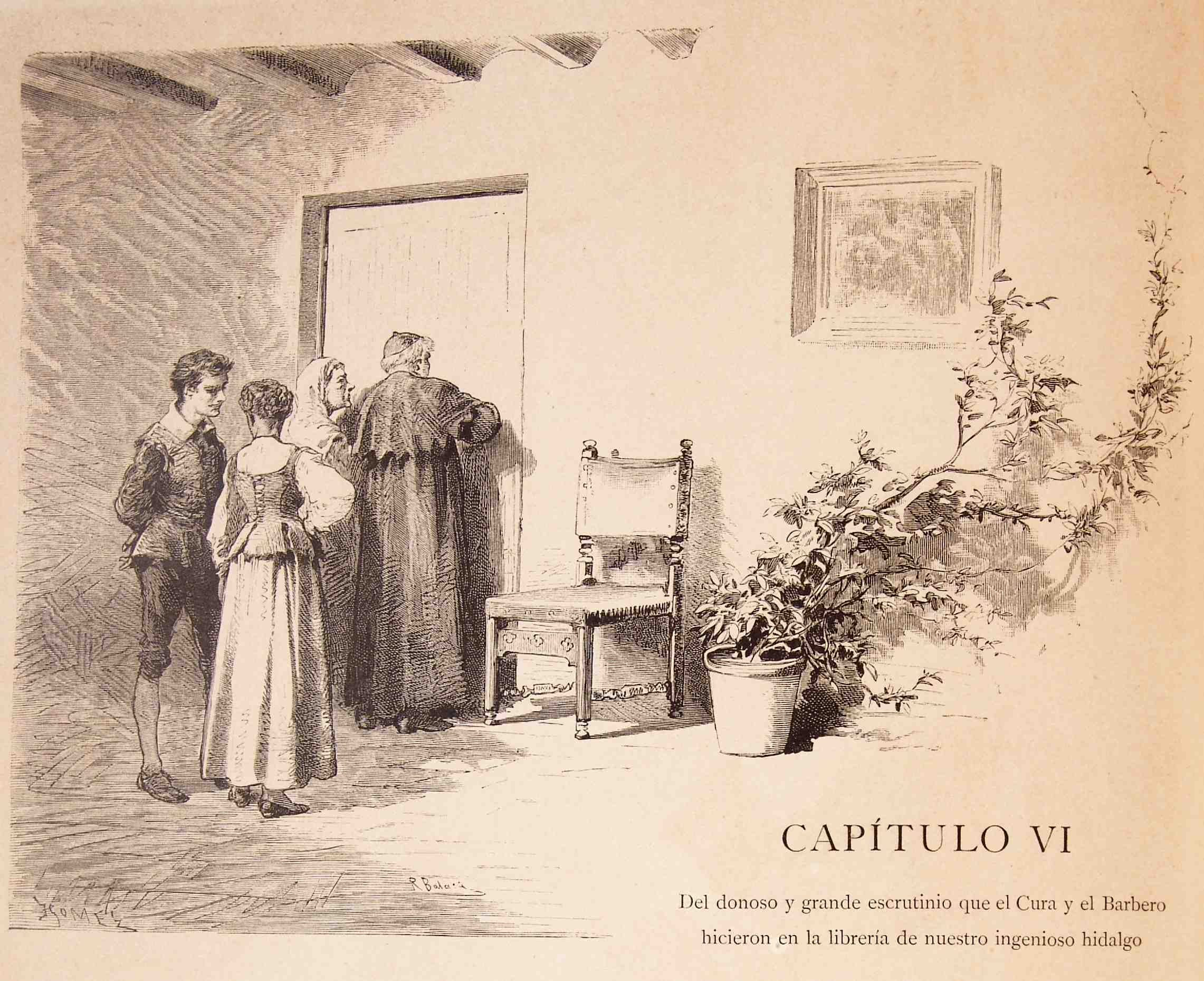
Avec l'aide de la servante, le curé, le barbier et sa nièce s'apprètent à entrer dans la bibliothèque d'Alonso Quichano.

C'est le sujet central du chapitre VI de la première partie de Don Quichotte. Par l'intermédiaire d'une conversation entre le barbier, sa nièce et le curé Pero Perez dans la fiction, il évoque et donne son opinion sur « plus de cent gros volumes fort bien reliés, et quantité d’autres petits », dont plusieurs romans de chevalerie, des romans pastoraux, ainsi que des poèmes épiques.
La particularité de cette bibliothèque, c'est que Cervantes ne fait pas l'éloge de tous les ouvrages. En effet, les trois personnages sont arrivés tôt chez Don Quichotte et, tandis que le barbier et sa nièce souhaitent brûler tous les livres de la bibliothèque qui « font du mal » à Alonso Quichano, le curé décide qu'il vaut mieux en étudier les titres et voir si certains doivent être sauvés malgré tout. Ainsi, plusieurs sont victimes d'un autodafé réalisé à la fin du chapitre ; la bibliothèque idéale se compose donc au fur et à mesure de la conservation des œuvres.
Cervantes se livre à la description de la composition des collections de l'époque — voire à leur taxinomie (en les personnifiant souvent) —, mais aussi de la façon dont sont jugés les livres et leur valeur, en évoquant des méthodes curieuses, basées sur la taille du livre ou le matériau dans lequel il est relié.

## Liste des œuvres

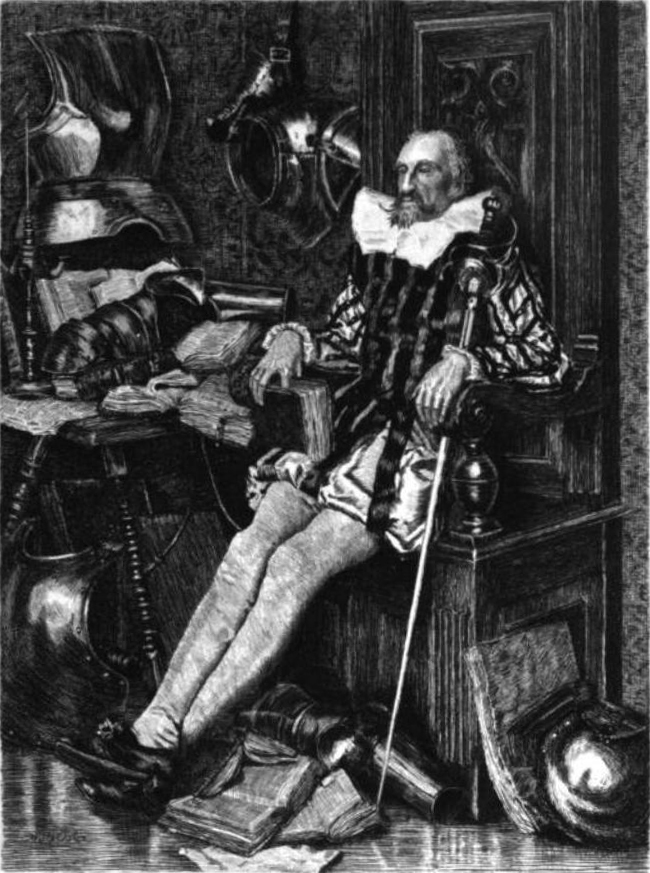
La Bibliothèque de Don Quichotte, gravure apparue dans la revue littéraire Le Livre en 1885.

La liste est faite dans l'ordre où les œuvres sont citées, et les noms français sont ceux déterminés par le traducteur du Quichotte de la version de référence, Louis Viardot.

### Livres mentionnés dans le chapitre VI
- Amadis de Gaule (1508), de Garci Rodríguez de Montalvo
- Les Exploits d'Esplandien (vers 1496), de Garci Rodríguez de Montalvo
- Amadis de Grèce (1530), de Feliciano de Silva (es)
- Don Olivanté de Laura (es) (1564), de Antonio de Torquemada
- Florismars d’Hircanie (es) (1556), de Melchor Ortega (es)
- Chevalier Platir (es) (1533), probablement de Francisco de Enciso Zárate (es)
- Le Chevalier de la Croix (es), c'est-à-dire soit Livre de l’invincible chevalier Lepolemo (es) (1562-1563) d'Alonso de Salazar, soit Leandro el Bel (es) (1560) de l'italien Pietro Lauro.
- Miroir de Chevalerie (es), de Diego Ordoñez de Calahorra (première partie, en 1562), Pedro de la Sierra (deuxième partie, en 1580) et Marcos Martinez (troisième et quatrième partie, en 1603)
- Bernardo del Carpio (1585), de Agustín Alonso (es)
- Roncevaux (1585), de Francisco Garrido de Villena
- Palmerin d’Olive (es) (1563), de Francisco Vázquez (es)[N 4]
- Palmerin d’Angleterre (es) (1547)[N 5], attribution incertaine
- Don Bélianis (es) (1579), de Jerónimo Fernández (es)
- Tirant le Blanc (1490), de Joanot Martorell (en valencien)
- Les sept livres de la Diane (en)[9] ou Diane (1559), de Jorge de Montemayor (portugais l'ayant écrit en espagnol)
- Diane (la Seconde du Salmantin)[N 6] (1564), de Alonso Pérez (es)
- Diane amoureuse[N 7] (1564), de Gaspard Gil Polo
- Les dix livres de Fortune d’amour (es) (1573), d'Antonio de Lofraso (sarde l'ayant écrit en espagnol, avec de nombreux catalanismes et des poèmes en sarde)
- Le Pasteur d’Ibérie (1591), de Bernardo de la Vega
- Les Nymphes de Hénarès (1587), de Bernardo Gonzalez de Bobadilla
- Les Remèdes à la jalousie (1586), de Bartolome Lopez de Enciso
- Le Berger de Philida (1582), de Luis Gálvez de Montalvo (es)
- Trésor de poésies variées (1575), de Pedro de Padilla (es)
- Chansonnier de Lopez Maldonado (1586), de Gabriel López Maldonado (es)
- La Galatea (1585), de Miguel de Cervantes
- La Araucana (1569-1589), d'Alonso de Ercilla
- L'Austriade (1584), de Juan Rufo
- Le Monserrat (1587), de Cristóbal de Virués
- Les Larmes d'Angélique (es) (1586), de Luis Barahona de Soto

### Livres mentionnés dans le chapitre VII
- La Caroléa (1560 ou 1585[N 8]), de Jerónimo Sempere (es) ou Juan Ochoa de la Salde
- Léon d’Espagne (1586), de Pedro de la Vecilla Castellanos
- Les Gestes de l’empereur (1549), de Louis d'Avila ou El Carlo famoso (1566), de Luis Zapata de Chaves (es)[N 9]

### Livres conservés et composant donc la bibliothèque idéale

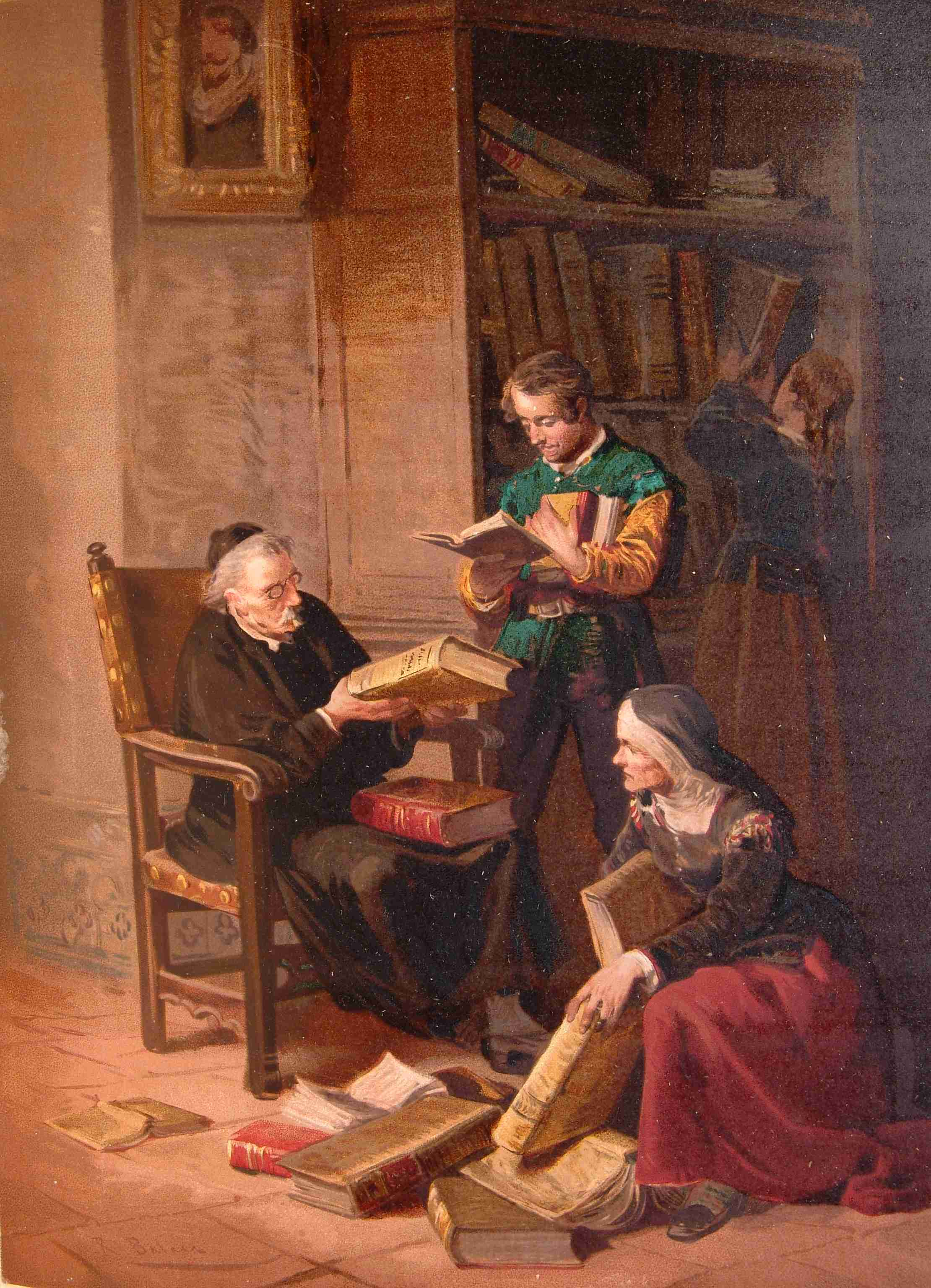
Examen des livres de Don Quichotte.

Lors de l'examen, plusieurs de ces livres sont sauvés, pour les raisons indiquées :
Romans de chevalerie
- Les quatre volumes d'Amadis de Gaule. Parce que, selon le curé, il s'agit du livre « fondateur » car il est le « premier livre de chevalerie qu’on ait imprimé en Espagne » ; le barbier ajoute que « c’est le meilleur de tous les livres de cette espèce qu’on ait composés » et que du fait qu'il soit « unique en son genre », il faille le sauver ;
- Palmerin d’Angleterre. Parce que selon le curé, le livre est « très-bon en lui-même ; ensuite, parce qu’il passe pour être l’ouvrage d’un spirituel et savant roi du Portugal. Toutes les aventures du château de Miraguarda sont excellentes et d’un heureux enlacement ; les propos sont clairs, sensés, de bon goût, et toujours appropriés au caractère de celui qui parle, avec beaucoup de justesse et d’intelligence » ;
- Don Bélianis. Le curé juge que le livre doit être sauvé à condition que l'on y supprime quelques chapitre qui contiennent trop d'excès d'imagination — d'« impertinences » —;
- Tirant le Blanc. Pour son style excellent et parce que c'est un « trésor d’allégresse et une mine de divertissements »

Romans pastoraux
Quand le curé réalise qu'il y a des romans pastoraux, il suggère de ne pas les brûler, car il ne feront de mal à personne, au contraire des romans de chevalerie. « Ce sont des livres d’innocente récréation, sans danger pour le prochain. » Mais sous l'injonction de la nièce, ils décident de les jeter au feu, sauf les suivants :
- La Diane de Montemayor. Le curé souhaite le conserver à condition qu'on supprime la partie de l'Onde ainsi que les vers d'art majeur (es)[N 10] ;
- Diane amoureuse. Sans autre raison que de lui donner un caractère divin, en opposition avec la Diane (Seconde du Salmantin), digne des « condamnés de la basse-cour » ;
- Les dix livres de Fortune d’amour. Le curé en fait l'apologie : « jamais on n’a composé livre si gracieux et si extravagant. Dans son espèce, c’est le meilleur et l’unique de tous ceux qui ont paru à la clarté du jour » ;
- Le Berger de Philida. Parce que le protagoniste est un ingénieux courtisan ;
- Chansonnier de Lopez Maldonado. Quoique long, le curé le trouve ravissant et doux ;
- La Galatea. Parce que le livre propose quelque chose, mais ne conclut sur rien, et que le curé souhaite lire la suite pour en connaître la fin ;

Poèmes épiques

« En voici trois autres qui viennent ensemble. Ce sont l’Araucana de don Alonzo de Ercilla, l’Austriade de Juan Rufo, juré de Cordoue, et le Monserrat, de Cristoval de Viruès, poëte valencien. — Tous les trois, dit le curé, sont les meilleurs qu’on ait écrits en vers héroïques dans la langue espagnole, et ils peuvent le disputer aux plus fameux d’Italie. Qu’on les garde comme les plus précieux bijoux de poésie que possède l’Espagne »

Le curé ajoute in extremis aux rescapés Les Larmes d'Angélique, « car son auteur fut un des fameux poëtes, non-seulement d’Espagne, mais du monde entier, et il a merveilleusement réussi dans la traduction de quelques fables d’Ovide. »
Ouvrages en suspens
Dans le chapitre VII, le narrateur remarque qu'il y a trois livres que le curé aurait probablement sauvés s'il les avait vus : La Caroléa, Léon d’Espagne et Les Gestes de l’empereur.
Par ailleurs, lorsque le curé évoque Ludovico Ariosto, il rejette avec force tous « les ouvrages en vers dans une autre langue ; quelque soin qu’ils mettent, et quelque habileté qu’ils déploient ». Mais il souhaite mettre de côté « tous ceux qu’on trouvera parlant de ces affaires de France, soient descendus et déposés dans un puits sec, jusqu’à ce qu’on décide, avec plus de réflexion, ce qu’il faut faire d’eux », en exceptant Bernard del Carpio et Roncevaux, qu'il condamne.

## Analyse

### Du choix des livres

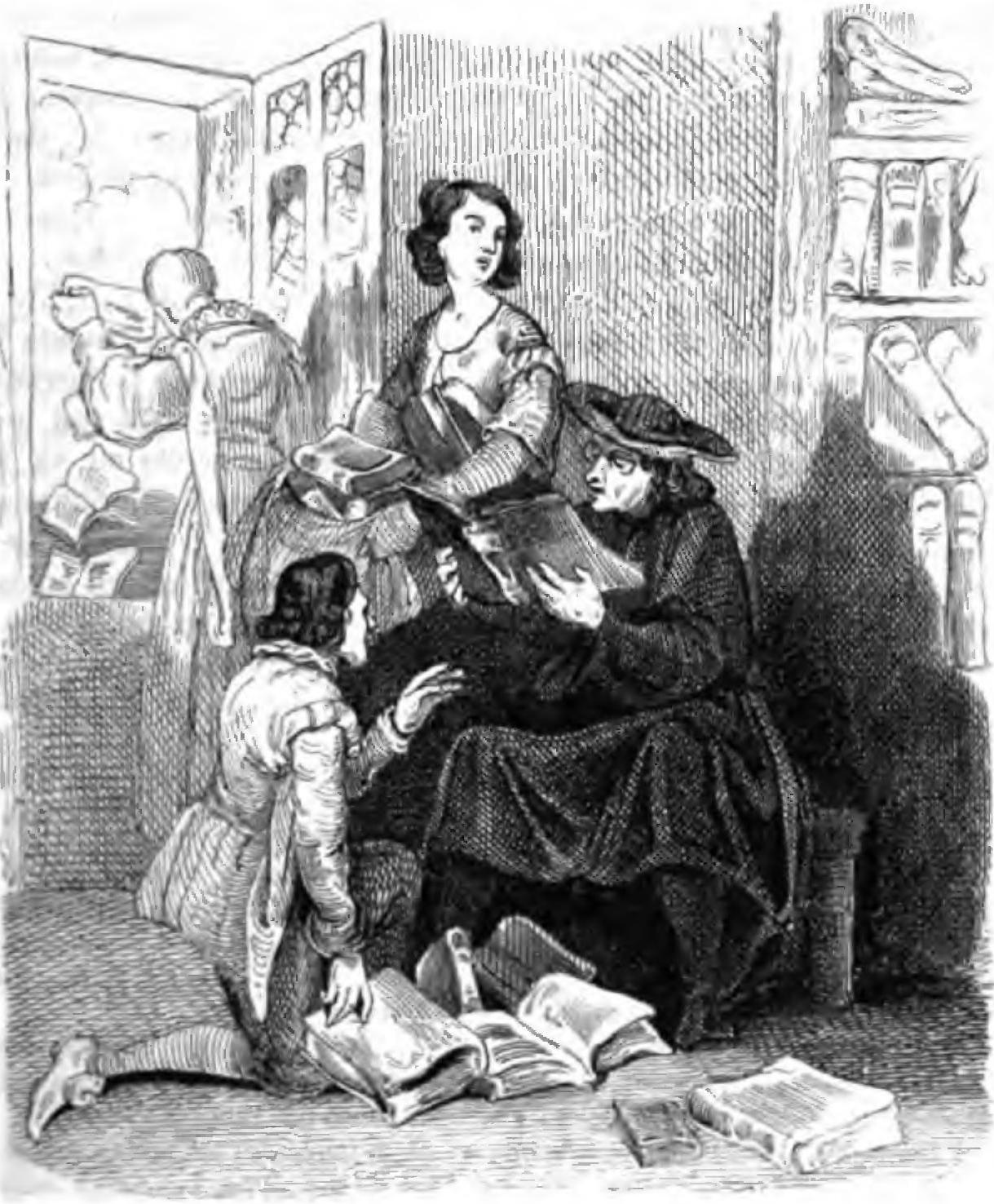
Autodafé et sélection des livres.

Antonio Molina Flores considère avant tout qu'au travers de la volonté du curé de sauver certains livres, il offre à ses personnages une capacité de discernement et donc de liberté. Mais tandis que l'ignorante servante veut tout brûler, le curé, le plus versé et libéral, voit sa liberté réduite, tout en parvenant à en sauver au moyen de l'examen de la critique de ses compagnons.
Américo Castro, célèbre hispaniste, commente dans son livre El pensamiento de Cervantes que « Cervantes explique consciemment l'analyse rationnelle de la réalité » : il réunit les ouvrages dont les points communs sont la vraisemblance et la clarté avec lesquelles ils sont écrits. Il s'agit de ses guides littéraires et souhaite que le lecteur le comprenne. Il explique également son crédo intellectuel dans des vers du chapitre VI du Voyage au Parnasse :
« Palpable vi... mas no se si lo escriva,

que a las cosas que tienen de impossibles

siempre mi pluma se ha mostrado esquiva;

las que tienen vislumbre de posibles,

de dulces, de suaves y de ciertas,

esplican mis borrones apazibles. »
— Miguel de Cervantes, chapitre VI du Voyage au Parnasse

« J'ai vu de façon palpable... mais je ne sais si je dois l'écrire,

que ce que les choses ont d'impossible

ma plume a toujours prouvé qu'elle les esquivait ;

ce dont on entrevoit les possibles,

de douces, de tendres et de vraies,

expliquent mes paisibles taches d'encre. »
Juan Bautista Avalle-Arce (es), spécialiste de Cervantes, analyse dans Don Quijote como forma de vida la bibliothèque de Don Quichotte. Il note qu'elle ne contient aucune œuvre dramatique, et surtout que certains genres — pourtant très diffusés à l'époque — sont ignorés, tels que la littérature ascétique (es) et son dérivé, la littérature mystique (es), la philosophie et le romancero. Il considère que sa bibliothèque n'est pas à la page de son époque et qu'elle ne contient aucun best-seller de son époque : en effet, le livre le plus récent est Le Berger d'Ibérie (1591). Il devient plus sévère avec Cervantes en expliquant qu'« il n'a pas progressé depuis sa jeunesse. Il s'est toujours comporté comme un enfant incarné dans un corps de vieux ». Avalle-Arce pense que de la même manière qu'un croyant base sa vie autour du livre sacré de sa foi, Cervantes semble dépendant du roman de chevalerie, en particulier l'Amadis. Mais selon Edward Baker, qui analyse le concept de littérature dans la première partie de son étude, La biblioteca de don Quijote, c'est le protagoniste qui lit comme n'importe quel lecteur de son époque. Don Quichotte serait un lecteur de livres récréatifs, dont l'isolement et le défaut d'apport extérieur positif le rendent asocial et à la recherche d'une autre identité qu'il cherche à matérialiser à partir de personnages extravagants.
Cervantes réalise un jeu littéraire novateur en présentant une collection de livres qui peuvent exister individuellement, mais pas comme collection. Celui-ci, présenté comme ayant peu de moyen financiers, semble pourtant avoir une bibliothèque très impressionnante indiquant qu'il dépense tout son argent dans celle-ci. Tout ceci est une partie fondamentale de sa folie.
À noter qu'Edward Baker fait un rapprochement entre les trois classifications discursives de l'œuvre et les trois méthodes classiques de classification d'une bibliothèque : l'idéale (celle de Francisco de Araoz), la réelle (celle de Lorenzo Ramírez de Prado) et la métaphorique (celle de 	Nicolás Antonio).

### Le principe donquichottesque

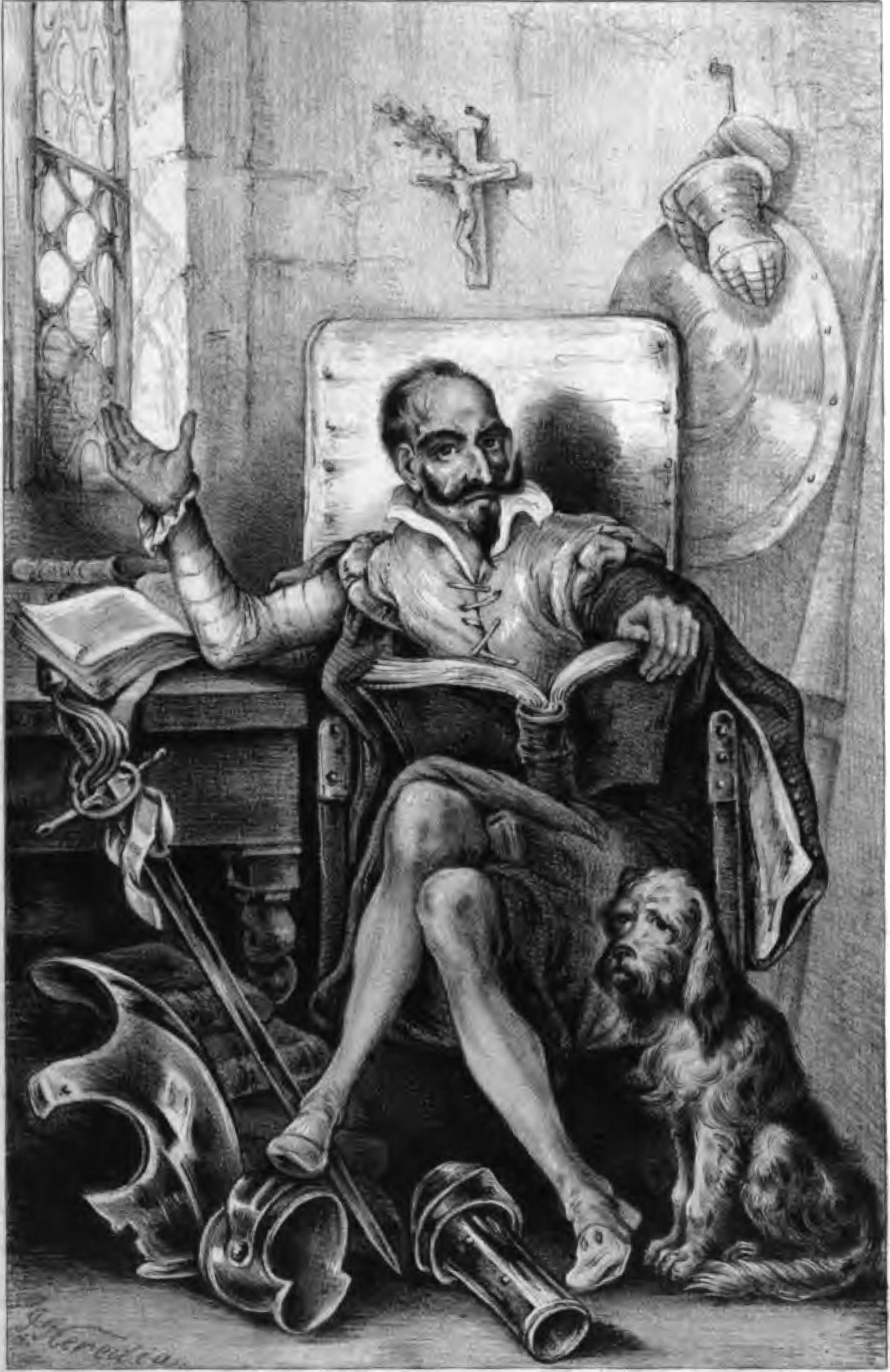
Alonso Quichano ou Don Quichotte ?

Mariano Pérez Álvarez fait une analyse plus psychologique de Don Quichotte dans Psicología del Quijote. Il évoque le « principe donquichottesque » qui correspond à l'adoption de l'identité de personnages littéraires. Selon lui, « la dialectique personne/personnage qui constitue une personne réelle se trouve en chaque de nous à un niveau relatif. » C'est au travers des livres évoqués que Cervantes suivrait ce schéma.
La pièce de la bibliothèque est un refuge fermé que le lecteur rompt dans le Quijote « en transformant l'espace de la quotidienneté qu'occupent les autres personnages en espace de lecture ». Ainsi l'on se figure un Don Quichotte qui sort de cet espace fermé vers l'extérieur afin de mettre en pratique ce qu'il a appris dans les livres et afin d'agrandir son monde bibliographique. Pour Edward Baker, cet épisode symbolise une rupture : le passage d'une vie tranquille à une autre plus active.
Ainsi, la fuite du protagoniste se forge dans l'ennui de sa vie personnelle et dans la volonté de vivre une vie romantique : il « vit en tournant le dos au désir, aux besoins d'altérité que lui transmettent les livres », ce qui lui produit une double aliénation : de son patrimoine et de sa personnalité, tous les deux dans cette façon de se déconnecter de la réalité, de confondre ce qui est réel avec ce qui provient de ses lectures. Sa folie serait aussi expliquée par l'absence historique de tout entrelacs relatifs aux auteurs, aux œuvres ou aux lecteurs provenant de l'extérieur : cela situe le personnage hors de son temps.
Antonio Molina Flores voit lui l'implantation définitive de la folie dans l'esprit d'Alonso Quichano quand ses livres sont brûlés. En effet, entreposés dans sa bibliothèque, ces livres étaient visibles, car lus puis laissés de côté. Mais une fois brûlés, ils n'existent plus que dans l'imagination du lecteur, qui s'en servira tout au long de l'histoire, aussi bien dans ses délires que pour se sortir de certaines situations : il ne cherche plus à lire de livre, il les écrit en les vivant.

### Influence sur d'autres auteurs
Plusieurs écrivains de différents pays se sont essayés à la reconstitution et à la classification de la bibliothèque de Don Quichotte, comme Martí de Riquer, Edward C. Riley (es) ou Daniel Eisenberg.
Il y a par ailleurs eu plusieurs tentatives, après l'œuvre de Cervantes, d'élaborer une anthologie des meilleurs romans de chevalerie. Mais Rafael Ramos, de l'université de Gérone, considère que la plupart d'entre elles — y compris les plus prestigieuses — ne fait que reprendre les livres sauvés de la bibliothèque d'Alonso Quichano. Il ajoute qu'aucun auteur n'a osé sélectionner un ouvrage critiqué par Cervantes jusqu'à la publication d'Antología de libros de caballerías castellanos, coordonné par José Manuel Lucía Megías en 2001.

## Version de référence
- Miguel de Cervantes (trad. Louis Viardot), Don Quichotte, t. 1, Paris, J.-J. Dubochet, 1836 (lire sur Wikisource)